# タイリー山

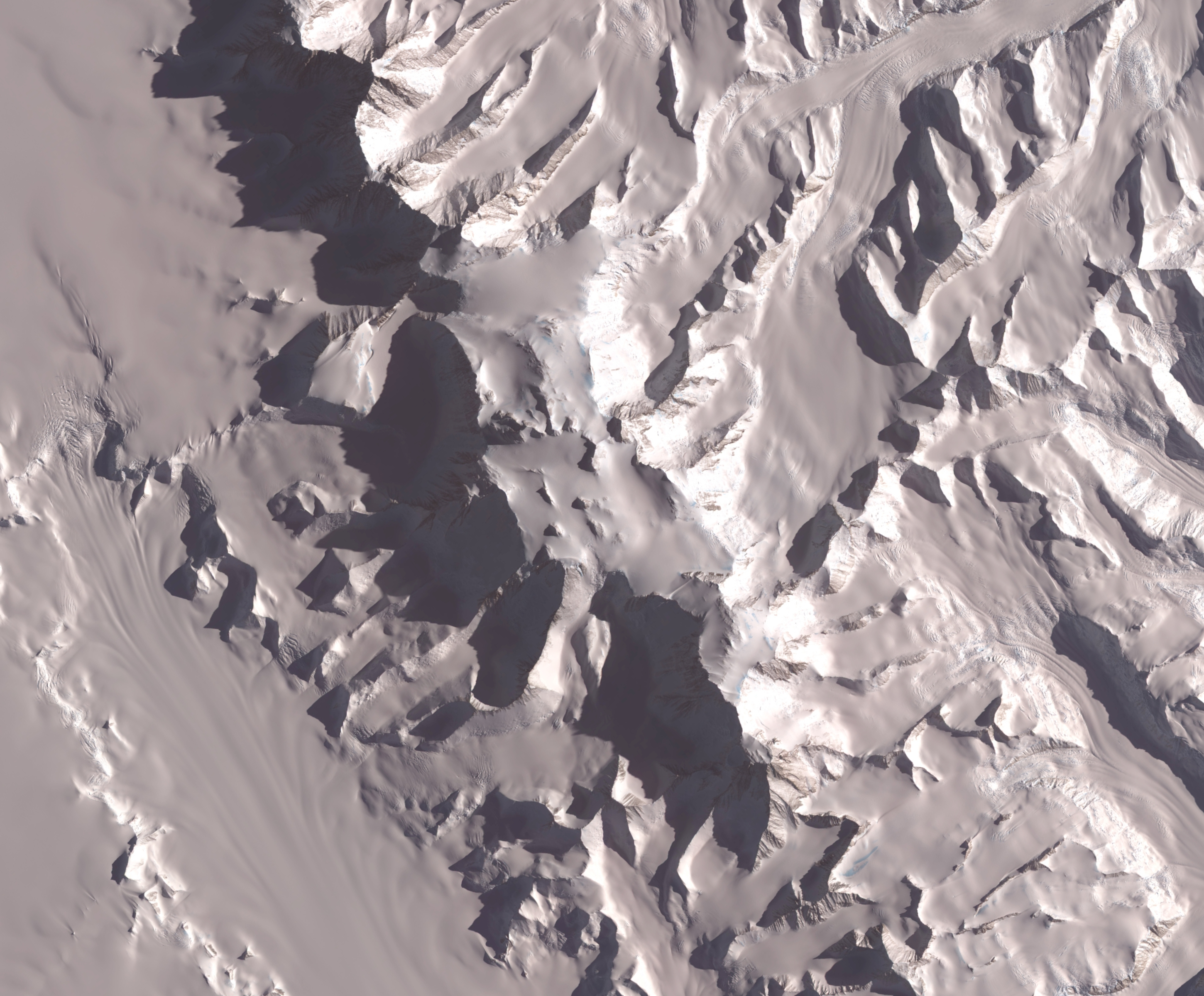
中央にヴィンソン山、左上にタイリー山。

タイリー山（Mount Tyree）は、南極大陸のセンチネル山脈にある山である。標高は4852mで、ヴィンソン・マシフに次いで南極大陸で2番目に高い山である。ヴィンソン・マシフより北西に13kmの位置にあり、北にはパットン氷河、南東にはチェルベラティ氷河がある。

## 歴史
タイリー山は1958年1月に、アメリカ海軍のVX-6飛行隊による偵察飛行中に発見され、その月の後半にマリーバードランド横断探検隊によって地図上での位置が特定された。山名は、1959年4月14日から1962年11月26日まで、米海軍南極支援部隊の指揮官であったデビッド・M・タイリー中佐に因む。
2017年現在で、タイリー山山頂への登頂は6回行われており、合計で15人が登頂している。登頂ルートは3つある。1967年1月にジョン・エヴァンス、バリー・コーベットによって初登頂が行われた。1989年1月にマグス・スタンプ(Mugs Stump)、1997年にフランスの登山家アントワーヌ・ド・シュダン(Antoine de Choudens)とアントワーヌ・ケイロル(Antoine Cayrol)、1997年後半にはコンラッド・アンカーとアレックス・ローが登頂した。2012年1月3日、ハンス・カマランダー、ロバート・ミラー、クリスティアン・シュタングルは、フランス隊のルートを使用して5回目の登頂を行った。タイリー山の南面は高さ2000mの南極大陸最大の壁の1つで、まだこのルートを使用した登山者はいない。
2017年1月16日、5人の登山者がフランス隊のルートによって6回目の登頂を行った。登頂者は、Richard Thurmer, Jr, Victor Saunders, Maria "Pachi" Paz Ibarra, Seth Timpano, Todd Tumoloである。Richard Thurmerはタイリー山に登頂した初のアマチュア登山家である。ヴィクター・サンダースはタイリー山登頂者の中で最高齢（66歳）であり、Maria "Pachi" Paz Ibarraはタイリー山に登頂した初の女性である。この登頂は、初登頂から50年目であり、それまでの登頂者10人の50%に当たる5人が参加したことから、「タイリー50/50探検」と名付けられていた。
近くのヴィンソン山と同様に、チリのプンタ・アレーナスからユニオン・グレーシャー・キャンプまで飛行機で6時間、そこから雪上飛行機で200kmでベースキャンプに到達する。

## 登頂
| 回目 | 年   | 登頂者                                                                                       |
| ---- | ---- | -------------------------------------------------------------------------------------------- |
| 1    | 1967 | バリー・コーベット ジョン・エヴァンス                                                        |
| 2    | 1985 | マグス・スタンプ                                                                             |
| 3    | 1997 | アントワーヌ・ケイロル アントワーヌ・ド・シュダン                                            |
| 4    | 1997 | コンラッド・アンカー アレックス・ロー                                                        |
| 5    | 2012 | ハンス・カマランダー ロバート・ミラー クリスティアン・シュタングル                           |
| 6    | 2017 | Richard Thurmer, Jr ヴィクター・サンダース Seth Timpano Maria "Pachi" Paz Ibarra Todd Tumolo |

## 地図

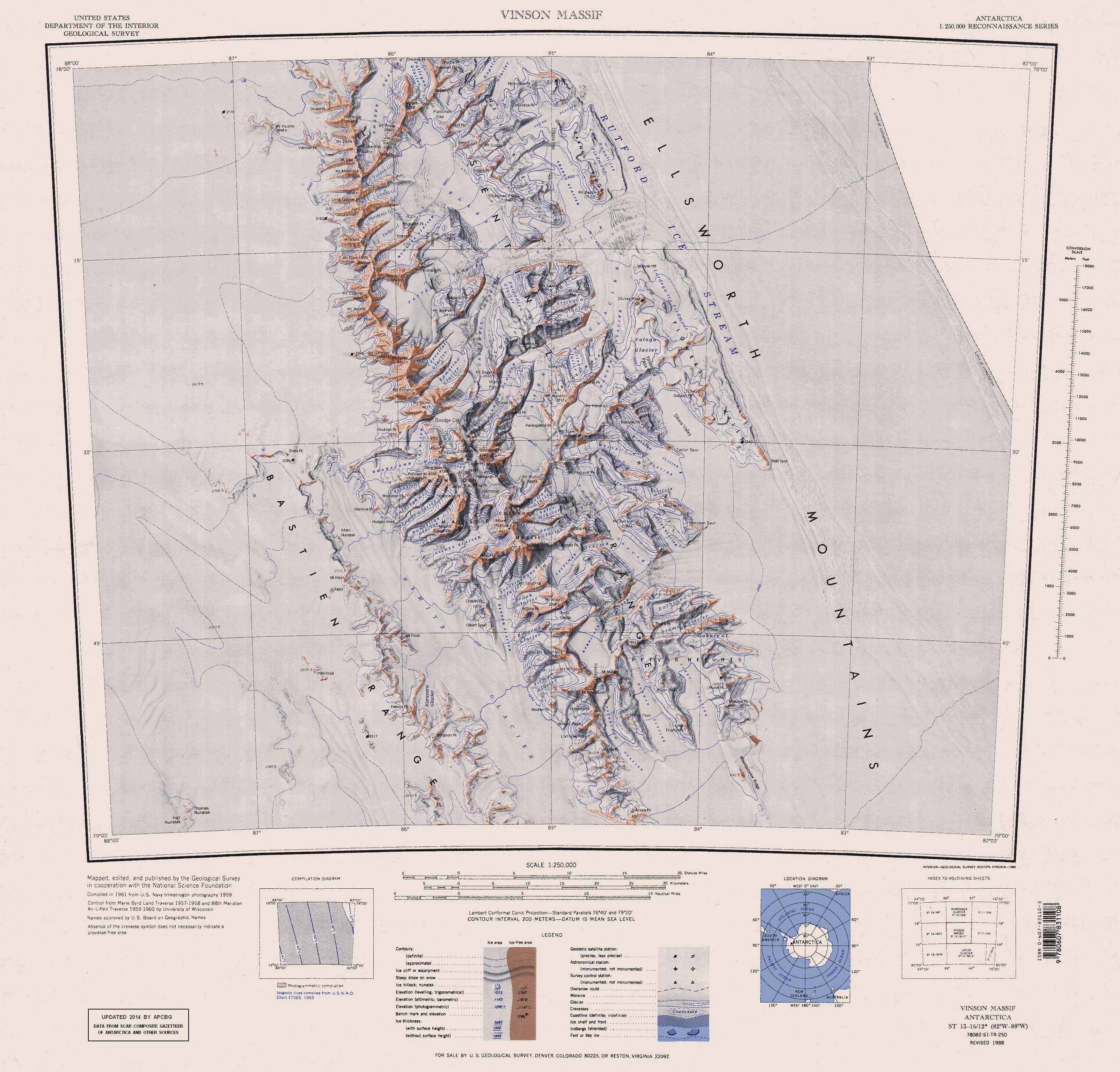
センチネル山地の地図 Vinson Massif. Scale 1:250 000 topographic map. Reston, Virginia: US Geological Survey, 1988.

- D. Gildea and C. Rada.  Vinson Massif and the Sentinel Range.  Scale 1:50 000 topographic map.  Omega Foundation, 2007.
- Antarctic Digital Database (ADD). Scale 1:250000 topographic map of Antarctica. Scientific Committee on Antarctic Research (SCAR). Since 1993, regularly updated.